# みずがめ座25番星
みずがめ座25番星（みずがめざ25ばんせい、25 Aquarii、25 Aqr）は、みずがめ座の5等星で、レッドクランプに属する橙色巨星である。

## 名称
みずがめ座25番星という名称は、フラムスティード名であるが、みずがめ座d星というバイエル名も持っている。また、現在は存在しないペガスス座6番星が、かつてみずがめ座25番星と同じ恒星であったとされる。

## 特徴
みずがめ座25番星の見かけの等級は5.1と、暗いものの肉眼でみえる明るさである。年周視差の測定値に基づいて計算した太陽系からの距離は、約247光年である。
みずがめ座25番星は、主系列よりも進化の進んだ巨星で、スペクトル型はK0 IIIに分類される。巨星の中でも、中心核がヘリウム燃焼期にある中小質量星であるレッドクランプ星に位置づけられる。みずがめ座25番星の光球外層は、半径が太陽の11倍にまで膨張し、光度は太陽の54倍に上る。光球面の有効温度は約4,800 Kで、これはK型星の基準と整合する。